# René Vannes
René Vannes (Rijsel, 24 mei 1888 – Brussel, 19 november 1956) was een Belgisch musicoloog.
Vannes was een orkestmusicus, die had gestudeerd in Luik. Muziekgeschiedenis verkreeg hij via Victor Dwelshauvers, toch wordt hij gezien als grotendeels autodidact. Als orkestmusicus binnen de lichte muziek reisde hij heel Europa door en was daarbij steevast in de stadsarchieven te vinden om onderzoek te verrichten naar muziekgeschiedenis. Dit resulteerde in een aantal standaardwerken met name op het gebied van de luthiers en strijkstokkenmakers.

## Publicaties

### Dictionnaire universel des Luthiers
- Essai d'un dictionnaire universel des luthiers, Marne (1932)
- Dictionnaire universel des luthiers, révisé Vol. 1, Bruxelles (1951)
- Dictionnaire universel des luthiers, révisé Vol. 2, Bruxelles (1959)

In 1979, 1986 en 1988 volgden heruitgaven.

### Andere
- Essai de terminologie musicale ou dictionnaire universel, Paris: Max Eschig
- Une pianiste alsacienne, Marie Bigot, Paris 1927, Colmar
- Dictionnaire des musiciens belges (compositeurs) du XIVe au XXe siècle, Bruxelles, Larcier (1947)

Het Geïllustreerd muzieklexicon noemt Dictionnaire des musiciens als één van haar bronnen, maar schreef geen eigen lemma over de auteur. 
- Bibsys: 5004756
- Bibliothèque nationale de France: cb12994785z (data)
- Gemeinsame Normdatei: 126905126
- International Standard Name Identifier: 0000 0001 1655 4153
- Library of Congress Control Number: n91038667
- Nationale Bibliotheek van Israël: 987007271693505171
- Nederlandse Thesaurus van Auteursnamen: 072727373
- Istituto Centrale per il Catalogo Unico: TO0V002112
- Système universitaire de documentation: 15550195X
- Virtual International Authority File: 61680087
- WorldCat: E39PBJmxWdb3vtRCKHJ9RGvvHC